# Wiatskoje (Mari El)
Wiatskoje (ros. Вятское) – wieś (sieło) w Rosji, w Mari El, w rejonie sowieckim. W 2010 liczyła 1777 mieszkańców.